# Bloomfield Challenger 1991
Il Bloomfield Challenger 1991 è stato un torneo di tennis facente parte della categoria ATP Challenger Series nell'ambito dell'ATP Challenger Series 1991. Il torneo si è giocato a Bloomfield negli Stati Uniti dal 23 al 29 settembre 1991 su campi in cemento.

## Vincitori

### Singolare
Chris Pridham ha battuto in finale  Tommy Ho con il punteggio di 6–3, 6–4

### Doppio
Steve DeVries /  Matt Lucena hanno battuto in finale  Doug Eisenman /  Ted Scherman con il punteggio di 6–4, 6–3